# Aldertspolder
De Aldertspolder is een voormalig waterschap in de provincie Groningen.
Het waterschap lag ten oosten van het Potmaar bij Winsum, tussen het Winsumerdiep en de Munsterweg in. De oostgrens was de toegangsweg naar de eerste boerderij zo'n 500 m ten westen van de Munstertil.
De polder loosde zijn water via een pomp (duiker) op het Potmaar.
Waterstaatkundig gezien ligt het gebied sinds 1995 binnen dat van het waterschap Noorderzijlvest.

## Naam
De polder is genoemd naar Aldert Jans Alders, gehuwd met Jantje Pieters Martini, die kastelein en kasteleinse in Winsum waren.